# Stadio Olimpico del Ghiaccio Pinerolo
Das Stadio Olimpico del Ghiaccio Pinerolo, ehemals Palazzo Polifunzionale del Ghiaccio (kurz: Palaghiaccio), ist eine Eissporthalle in der italienischen Stadt Pinerolo.
Die Halle wurde anlässlich der Olympischen Winterspiele 2006 in Turin für 14,2 Mio. Euro erbaut. Während der Spiele war die Halle Austragungsort der Curlingspiele und bot bis zu 2000 Zuschauer die Möglichkeit auf dem circa 6000 Quadratmeter großen Areal die Partien zu verfolgen.
Inzwischen ist die Halle zu einer großen Eislauffläche umfunktioniert worden und kann auch für andere Eissportarten wie Eishockey genutzt werden. Die Kapazität wurde auf 3500 Sitzplätze erhöht.
Während der Winter World University Games 2025 werden in der Halle Spiele des Männer-Eishockeyturniers ausgetragen.